# Frei-Laubersheimfibulan
Frei-Laubersheimfibulan är en silverpläterad, runristad fibula som hittades 1872 i en grav vid Frei-Laubersheim, Landkreis Bad Kreuznach i Tyskland. Graven dateras till 500-talet e.Kr. och tillhörde troligen en frankisk kvinna.

## Inskription
Fibulan bär en runinskrift uppdelad i två rader, med några av de separata orden separerade med punkter (kolon). Båda radernas sista runor är oläsliga på grund av slitage från den idag försvunna nål som fäste fibulan i dräkten. Ett resultat av slitaget är att inskriften tolkats på en mängd olika sätt. Första raden är dock odiskutabel, och lyder:
boso : wraet (:) runa
Det första ordet, boso, är ett mansnamn, som återfinns i fornhögtyska (Poso, Buoso eller Buaso), fornengelska (Bōsa) samt fornnordiska (Bōsi). Eftersom boso även återfinns i kombination med andra namn, som Bosogast och Bosochind, kan inskriftens boso även vara en kortform av ett längre namn. Ordet kan också vara kopplat till Bosenheim (Bad Kreuznach), en liten by några kilometer norr om Frei-Laubersheim. Bosenheim antas ha fått sitt namn av en "Boso-stam" som slagit sig ned i området ca 450 e.Kr. Det andra ordet, wraet förstås som en dialektal variant av västgermanskans *wrait, tredje person singularis av verbet *wrītan (att rista, skriva), en term som ofta dyker upp i runristningar för att beskriva just runristandet. Vid tiden för ristandet av Frei-Laubersheimfibulan hade *ai genomgått en förändring i de flesta västgermanska dialekter: fornsaxiska wrêt, fornfrisiska wrêt, fornengelska wrât, men fornhögtyska reiz. ae i wraet representerar eventuellt en övergångsform från diftongen *ai och den långa vokal som skulle ersätta den, vilket kan indikera ett lågtyskt ursprung för inskriften. Det tredje ordet, runa, är antingen ackusativ pluralis eller en kollektiv singularisform av ordet "runa". Således läses den första delen av inskriften "Boso skrev/ristade runorna".
Inskriftens andra rad är svårare att översätta. Raden lyder:
þ(i)k (:) daþïna (eller dalïna) : golida (eller godda)
Det första ordet, þ(i)k, är vanligen tolkat som den västgermanska formen av andra person singularis ackusativ pronomen *þik från en äldre urgermansk *þek "(till) dig". Alternativa tolkningar inkluderar þo "då" och ik "jag". Det andra ordet, daþïna eller dalïna, förstås som ett kvinnonamn, eventuellt ett tidigt spår av det moderna namnet Tedina eller en feminin form av det välkända fornhögtyska mansnamnet Tallo. Användningen av runan ᛇ (ï) i namnet är anmärkningsvärt då det är ett av enbart tre verifierade användningar av runan på sydgermanskt område. De två andra fynden är Pforzensöljan och Brezapelaren. Det sista ordet har visat sig vara det svåraste att tolka. Det är uppenbarligen ett finit verb tillhörande det tidigare tredje person singularis, även om stammen är helt okänd, tillika verbets subjekt. Förslag inkluderar golda eller golida "hälsad", godda "gav", och goida "talade". Till följd av detta har inskriftens andra rad tolkats på en rad sätt: "Daþina hälsade dig", "(Han) hälsade dig, Daþïna", "Jag, Daþina, uttalade [förtrollningen]", "Då uttalade Dalena [förtrollningen]", eller "Till dig, Dalena, gav (han) [gåvor]".